# 519 a.C.
Il 519 a.C. (DXIX a.C. in numeri romani) è un anno  del VI secolo a.C.

## Eventi
- Argo viene assediata dal re di Sparta Cleomene I e Telesilla guida la rivolta delle donne della città assediata riuscendo a scacciare il nemico.
- Babilonia, dopo una precedente ribellione, viene riconquistata dai Persiani

## Nati
- Serse I di Persia, re persiano († 465 a.C.)